# Durchsicht von Papieren
Die Durchsicht von Papieren ist eine strafprozessuale Maßnahme bei Durchsuchungen im Ermittlungsverfahren.
Die gesetzliche Regelung findet sich nach dem deutschen Strafprozessrecht in § 110 StPO. 

## Durchsichtsvorbehalt für die Ermittlungsbehörden
§ 110 Abs. 1 und 2 StPO erlauben die Durchsicht gegen den Willen des Betroffenen nur der Staatsanwaltschaft bzw. deren Ermittlungspersonen. 
Nach bisheriger Auffassung waren elektronische Speichermedien schon immer in den Anwendungsbereich der Vorschrift einbezogen. Der Gesetzgeber hat dies durch Einfügung des Abs. 3 zum 1. Januar 2008 und dessen Änderung zum 1. Juli 2021 ausdrücklich bestätigt. Als elektronische Medien können darüber hinaus auch Computereinheiten wie Notebooks betroffen sein, wenn der Datenträger nicht separat zur Durchsicht mitgenommen werden kann. Die Mitnahme selbst stellt keine Beschlagnahme dar.
Nicht als "Papier" im Sinne der Vorschrift gelten im Übrigen Druckwerke.

## Anwesenheitsrecht
Dem Betroffenen der Durchsichtsmaßnahme kann bei der Durchsicht die Anwesenheit gestattet werden. Ggf. muss dem Betroffenen aus verfassungsrechtlichen Gründen die Anwesenheit auch gestattet werden.

## Rechtsbehelf
Gegen die Mitnahme zur Durchsicht war der Antrag auf gerichtliche Entscheidung nach § 98 Abs. 2 StPO als Rechtsbehelf bis dahin schon entsprechend anwendbar, weil die Durchsicht der Papiere Teil der Durchsuchung ist. Die Regelung des Abs. 3 (letzter Halbsatz) bestätigt dies auch für elektronische Medien. 
Schwerwiegende Verstöße gegen die Vorschriften des § 110 StPO können ein Verwertungsverbot der gewonnenen Beweise zur Folge haben.

## Kritik
Die deutsche Regelung zur Durchsicht von Papieren wurde in der Literatur erheblich kritisiert. Es wurde insbesondere die Übertragung der Zuständigkeit auf den Ermittlungsrichter gefordert. Dafür spreche das Geheimhaltungsinteresse des Betroffenen. 